# Naveta spațială Challenger

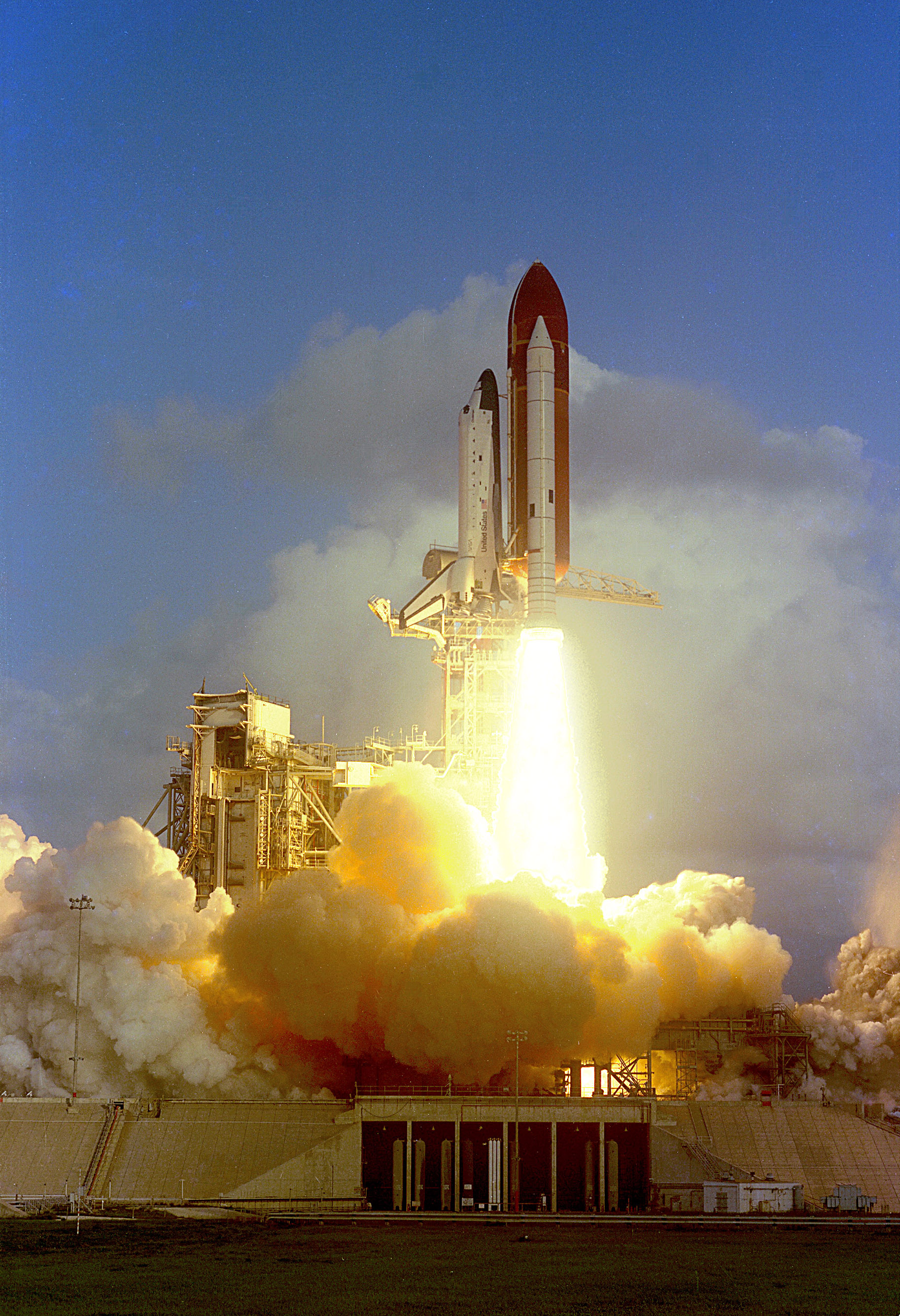
Naveta Spaţială Challenger în misiunea STS-7

Naveta Spațială Challenger, construită pentru zborul pe orbită OV-099, a fost a doua navetă spațială construită de NASA, prima fiind Columbia. Prima misiune a început pe 4 aprilie 1983. Naveta a reușit să efectueze 9 misiuni complete, cea de-a zecea lansare fiind și ultima lansare pe care a efectuat-o naveta Challenger. Pe data de 28 ianuarie 1986, naveta a explodat la doar 73 de secunde de la lansare, din explozie rezultând și decesul celor șapte membri ai echipajului. Din cauza acestui accident, timp de doi ani și jumătate nici o navetă americană nu a mai realizat vreo misiune spațială, până la lansarea lui Discovery în anul 1988, în cadrul misiunii STS-26. Challenger a fost înlocuită de Endeavour, lansată pentru prima dată în 1992.

## Construcția
Naveta a fost construită pe scheletul STA-099 care nu a fost concepută inițial pentru zborul spațial, dar NASA a considerat că era mai bine să recicleze acest schelet și să construiască naveta Challenger decât să reconstruiască naveta Enterprise.
Challenger a fost concepută cu mai puține dale decât Columbia, în sistemul de protecție termică. Acestă modificare îi permitea navetei să transporte cu 1.100 kg mai mult decât Columbia. Challenger a fost de asemenea și prima navetă care avea un display frontal pentru a-l folosi la aterizare.

## Zboruri și modificări
După primul zbor în aprilie 1983, Challenger a devenit rapid naveta spațială preferată a celor de la NASA având mai multe misiuni într-un an decât Columbia. În anii 1983 și 1984 Challenger a realizat 85% dintre misiunile spațiale ale NASA. Chiar și după ce au fost create rachetele Discovery și Atlantis. Challenger a fost modificată odată cu Discovery la Centrul Spațial Kennedy pentru a putea plasa Centaur-G în afara orbitei pământului. Misiunea STS-51-L nu a fost un succes.

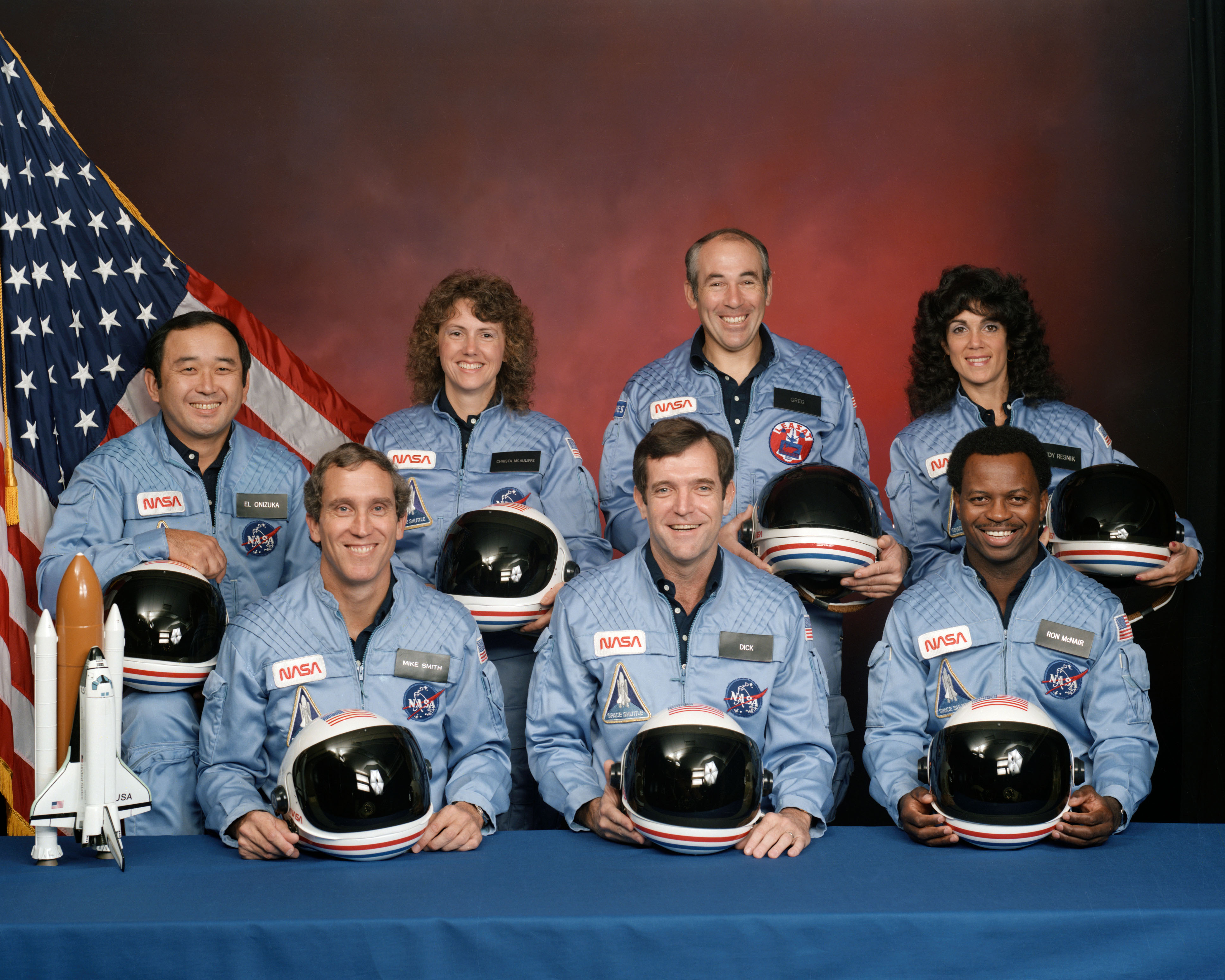
Echipajul ultimei misiuni Challenger

Cu naveta spațială Challenger au ajuns în spațiu prima femeie, primul afroamerican, primul canadian, iar Challenger a fost și prima navetă lansată pe timpul nopții. Challenger a fost de asemenea și prima navetă spațială care a fost distrusă în timpul unei misiuni. Deoarece a fost distrusă atât de repede, Challenger a fost și singura navetă care nu a purtat sigla NASA.

## Pierderile din Challenger
Naveta a fost distrusă în al doilea minut de la lansare în misiunea STS-51-L, a zecea misiune orbitală, pe 28 ianuarie 1986 la ora 11:38 când un inel de pe partea dreaptă s-a rupt. Inelul s-a rupt și datorită temperaturilor neobișnuit de reci. Datorită ruperii inelului a izbucnit o flacără din propulsor, flacără care a ajuns la rezervorul cu combustibil, ducând astfel distrugerea navetei.
Specialiștii NASA Arhivat în 2 martie 2014, la Wayback Machine. vor să realizeze o navetă destinată explorării spațiului cosmic îndepărtat, aceștia nu vor mai folosi rachete cu tone de combustibil care îi duce până pe Lună și înapoi. NASA se gândește că poate să folosească energia nucleară Arhivat în 2 martie 2014, la Wayback Machine. pentru explorarea spațiului cosmic, sursa de energie va fi o baterie alimentată cu uraniu, care va cântări aproximativ 22 de kilograme. Ea va genera căldură, aceasta va fi transportată de 8 motoare Stirling și va produce o energie de aproximativ 500 de wați.
| Data              | Denumire | Note |
| ----------------- | -------- | --- |
| 4 aprilie 1983    | STS-6    | Prima misiune a navetei Challenger Primul om în afara navei spațiale                                                                |
| 18 iunie 1983     | STS-7    | Sally Ride a devenit prima americancă în spațiu S-au realizat două comunicări cu sateliți                                           |
| 30 august 1983    | STS-8    | Guion Bluford devine primul afro-american în spațiu Prima lansare nocturnă a unei navete                                            |
| 3 februarie 1984  | STS-41-B | S-au încercat două comunicări cu sateliți nereușite                                                                                 |
| 6 aprilie 1984    | STS-41-C | Misiune solară |
| 5 octombrie 1984  | STS-41-G | Prima misiune la care au participat două femei Marc Garneau devine primul canadian în spațiu Prima femeie în afara stației spațiale |
| 29 aprilie 1985   | STS-51-B | Transportă Spacelab-3 |
| 29 iulie 1985     | STS-51-F | Transportă Spacelab-2 |
| 30 octombrie 1985 | STS-61-A | Transportă Spacelab D-1 (german) |
| 28 ianuarie 1986  | STS-51-L | Naveta a fost distrusă într-un accident și s-a dezmembrat deasupra Oceanului Atlantic                                               |